# 5-й добровольческий Галицкий полк СС
5-й добровольческий Галицкий полк СС — немецкое полицейское подразделение СС, сформировано 5 июля 1943 года из украинских галицийских добровольцев, которые не попали на службу в 14-й гренадерскую дивизию СС. Расформирован 9 июня 1944 года.

## История
Из первого набора добровольцев, не допущенных в 14-ю гренадерскую дивизию СС, были созданы полки полиции СС с номерами 4, 5, 6, 7, 8. Они предназначались для полицейских операций, поэтому добровольцы проходили отдельную военную подготовку, адаптированную к полицейской службе, и носили форму вспомогательной полиции. Формирование этих подразделений координировалось сформированным в Берлине штабом во главе с полковником Шуцполиции Рихардом Штаном. Основной задачей этих частей было обеспечение тыла немецкой армии в Восточной Галиции и других оккупированных территориях Европы, в том числе и в Нидерландах и Франции.
Полк с самого начала обучался в Германии. Первоначально в нём было 1374 бойца, и им командовал, оберштурмбаннфюрер Франц Лехталер. С 20 февраля по 9 июня 1944 года полк дислоцировался на реке Буг с задачей построения укрепрайонов. Штаб полка и 1-го батальона дислоцировались в Хелме , 2-й батальон — в Грубешуве , 3-й батальон — в Бялой-Подляске. В марте и апреле полк участвовал в боях с польскими и советскими партизанами. После установления контактов с отрядами Украинской повстанческой армии на Люблинщине, множество бойцов дезертировало в ряды повстанцев. Среди дезертиров был Марьян Лукасевич-«Ягода», впоследствии командующий куренем «Волки».
У полка, возможно по недоразумению, было несколько мелких боевых стычек с отрядами УПА. Например 29 февраля в селе Горбков на Сокальщине (погиб один партизан). 20 марта в селе Лудин Владимир-Волынского района полк пришёл на помощь Украинскому легиону самообороны, который подвергся нападения бандеровцев. После двухчасового боя подразделение 5-го полка отступило, потеряв 1 бойца убитым и 3 ранеными. Партизаны потеряли 1 убитым и 2 ранеными.
В марте 1944 г. 4-й и 5-й галицкие полицейские полки были переданы под протекцию командующего СС и командира полиции в Кракове, который, несмотря на приказы и напоминания, отдал приказ на их расформирование только в июне 1944 г. 22 апреля 1944 года Генрих Гиммлер отдал приказ направить полицейские полки на передовые операции на Восточном фронте, приказ не был выполнен полицейским командованием.
9 июня 1944 года полк был расформирован, а его бывшие бойцы были мобилизованы в конце июня 1944 года в 14-ю гренадерскую дивизию СС.
После поражения 14-й дивизии в битве при Бродах в июле 1944 года уцелевшие из полицейских полков (включая остатки разбитого 5-го полка полиции СС) были включены в 14-ю гренадерскую дивизию СС в рамках её реорганизации в тренировочном лагере города Нойхаммер.
По данным ряда польских историков 5-й полицейский полк несёт ответственность за ряд военных преступлений против польского гражданского населения. Например 27 марта 1944 бойцы данного военного формирования сожгли село Смолигув на Грубешувщине, где было убито 200 поляков.